# Nicholas Hamilton
Nicholas William Hamilton (Lismore, 2000. május 4.–) ausztrál színész és zenész.
Leginkább olyan filmekből ismert, mint a Captain Fantastic (2016), az Az (2017) és az Az – Második fejezet (2019).

## Élete
Hamilton az ausztráliai Lismore-ban (Új-Dél-Wales) született Vicki Atkins és Craig Hamilton gyermekeként, és Alstonville-ben nőtt fel. Van egy bátyja, Joshua "JJ" Hamilton és két nővére, Rebecca Hamilton és Rachel Hamilton. Nagybátyja 2011-ben halt meg rákban, és ennek köszöni karrierje kezdetét: "Tudtam, hogy miatta kell elkezdenem színészkedni". Első szerepe Elvis szerepe volt egy ötödikes iskolai darabban - Hamilton azt mondta, hogy vonakodva vállalta, de "nagyon élvezte az egész színielőadást". Később csatlakozott egy helyi színészügynökséghez.

## Pályafutása
Hamilton a Liam Connor által rendezett 2013-as Time című rövidfilmben szerzett ismertséget. Egy kisfiút alakított, aki hitt az időutazásban. A film a 2013-as Trop rövidfilmfesztivál döntőjébe jutott, Hamilton pedig a fesztiválon elnyerte a legjobb férfi színésznek járó díjat. Ez felkeltette Catherine Poulton, egy ügynök figyelmét az ausztráliai Melbourne-ben, Victoria államban. Filmes karrierjét a Makoi hableányok című filmben játszott szereppel kezdte, majd olyan rövidfilmekben szerepelt, mint a Jackrabbit és a Letter to Annabelle.
Hamilton első nagyjátékfilmes szerepe Nicole Kidman és Joseph Fiennes fia volt a Strangerland című ausztrál dráma/thrillerben. 2016 elején vendégszerepet kapott a Körözés alatt című filmben Rebecca Gibney oldalán. Első amerikai alakítása Rellian szerepében volt a 2016-os Captain Fantastic című filmben, amelyért a Young Artist Award-on a legjobb mellékszereplőnek járó díjra jelölték, valamint a Screen Actors Guild-díj-ra a filmben nyújtott kiváló alakításért. 2014-ben, a Captain Fantastic forgatása után csatlakozott a WME és a 3 Arts Entertainment céghez. 2017-ben ő alakította Lucas Hansont A Setét Torony filmadaptációjában, valamint Henry Bowers-t az Az-ban. Hamilton számára nagyon nehéz volt felkészülni Bowers szerepére, ezért elolvasta az eredeti regényt, és felvette a kapcsolatot Jarred Blancarddal, aki az 1990-es minisorozatban Bowers-t alakította. 2018-ban bejelentették, hogy ő alakítja Noel Grimes közlegényt a Danger Close című ausztrál filmben, amelynek középpontjában a Long Tan-i csata áll[9], valamint az Végtelen szerelem című filmben Chris-t, egy tinédzsert, aki egy purgatóriumban ragadva keresi a módját, hogy kapcsolatba léphessen igaz szerelmével. A 2019-ben visszatért az Az – Második fejezet című filmben a fiatal Henry Bowers szerepében.
2021 januárjában jelent meg debütáló kislemeze, a "Different Year".

## Magánélete
Hamilton Los Angelesben élt, azonban 2021 áprilisában visszaköltözött Ausztráliába. Van egy Nala nevű kutyája.
Hamilton nyíltan vállalja, hogy meleg.

## Filmográfia

### Film
| Év   | Magyar cím           | Eredeti cím                          | Szerep                | Magyar hang        |
| ---- | -------------------- | ------------------------------------ | --------------------- | ------------------ |
| 2015 |                      | Strangerland                         | Tommy Tom Parker      |                    |
| 2016 | Captain Fantastic    | Captain Fantastic                    | Rellian               | Berecz Kristóf Uwe |
| 2017 | A Setét Torony       | The Dark Tower                       | Lucas Hanson          | Ács Balázs         |
| 2017 | Az                   | It                                   | Henry Bowers          | Bogdán Gergő       |
| 2019 |                      | Danger Close: The Battle of Long Tan | Noel Grimes közlegény |                    |
| 2019 | Az – Második fejezet | It Chapter Two                       | Henry Bowers fiatalon | Bogdán Gergő       |
| 2020 | Végtelen szerelem    | Endless                              | Chris Douglas         | Baradlay Viktor    |

Rövidfilmek
| Év   | Eredeti cím         | Szerep          |
| ---- | ------------------- | --------------- |
| 2013 | Time                | James           |
| 2013 | The Streak          | Dave fiatalon   |
| 2013 | Jackrabbit          | Jack Warren     |
| 2014 | Long Shadows        | Nathan Sinclair |
| 2014 | Letter to Annabelle | Jack            |
| 2015 | Gifted              | Joel            |

### Televízió
| Év   | Magyar cím          | Eredeti cím             | Szerep  | Megjegyzések     |
| ---- | ------------------- | ----------------------- | ------- | ---------------- |
| 2013 | Makoi hableányok    | Mako: Island of Secrets | Ben     | 1 epizód         |
| 2016 | Körözés alatt       | Wanted                  | Jamie   | 1 epizód         |
| 2021 | Szeretettel: Victor | Love, Victor            | Charlie | 1 epizód         |
| 2021 |                     | Action Royale           | Trilby  | állandó szereplő |

## Díjak és jelölések
| Év   | Díj                     | Kategória                                             | Jelölt mű         | Eredmény | Ref.   |
| ---- | ----------------------- | ----------------------------------------------------- | ----------------- | -------- | ------ |
| 2013 | Tropfesztivál           | legjobb színész                                       | Time              | Elnyerte | [ 15 ] |
| 2017 | Screen Actors Guild-díj | Outstanding Performance by a Cast in a Motion Picture | Captain Fantastic | Jelölve  | [ 16 ] |
| 2017 | Young Artist Award      | Legjobb mellékszereplő                                | Captain Fantastic | Jelölve  | [ 17 ] |